# Scheibenlaser

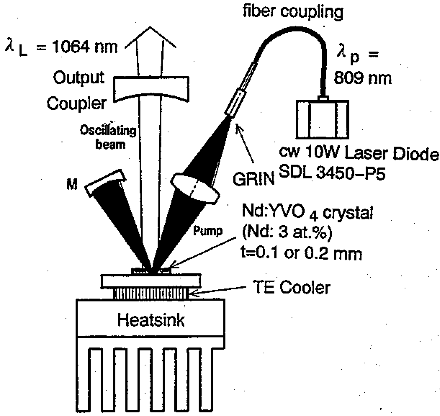
Aufbau eines Scheibenlasers, 1993. Dunkel dargestellt: Pumpstrahlung einer Laserdiode. Hell: Laserstrahlung des Scheibenlasers.

Ein Scheibenlaser (engl.: disk laser) ist eine Form des Festkörperlasers, bei welchem das aktive Medium (der Laser-Kristall) die Form einer Scheibe (engl.: disc) hat. Die für das Entstehen der Laserstrahlung notwendige Energie wird durch mehrfachen Durchgang einer Pumpstrahlung durch die Laserscheibe (Dicke üblicherweise zwischen 80 µm und 200 µm) erzeugt. Diese Scheibe ist auf ihrer Rückseite mit einer hochreflektierenden Beschichtung bedampft und dient gleichzeitig als Resonatorspiegel.
Vorteil der Scheiben-Geometrie des Lasermediums ist die bessere Kühlung des Laserkristalls: Dieser ist mit der verspiegelten Fläche auf einer Wärmesenke befestigt. Aufgrund der geringen Dicke der Scheibe, im Vergleich zu ihrem Durchmesser von teilweise mehr als einem Zentimeter, erfolgt die Wärmeableitung nahezu ausschließlich über die Grundfläche der Scheibe. Somit ist ein Temperaturgradient nahezu ausschließlich senkrecht zur Scheibenoberfläche zu finden, nicht aber innerhalb der Scheibenebene. Dies führt zu einer Verringerung der im Betrieb entstehenden mechanischen Spannungen durch thermische Ausdehnung der Scheibe, welche sich in vielen anderen Hochleistungs-Festkörperlasern negativ auf die Strahlqualität (Fokussierbarkeit) auswirkt.
Im Gegensatz zur rechtsstehenden beispielhaften Abbildung ist das bisher in kommerziellen Anwendungen genutzte Kristallmaterial Ytterbium-dotierter Yttrium-Aluminium-Granat (Yb:YAG) mit einer Emissionswellenlänge von 1030 nm. Das optische Pumpen erfolgt in diesem Fall mit InGaAs-Laserdioden bei einer Wellenlänge von 940 nm. Der Wirkungsgrad eines Yb:YAG-Scheibenlasers beträgt bis zu 70 % bezogen auf die eingestrahlte Pumpleistung.
Der Scheibenlaser wurde von Adolf Giesen am Institut für Strahlwerkzeuge (Universität Stuttgart) entwickelt und in der Firma Haas (mittlerweile zu Trumpf gehörend) zur Anwendungsreife (vorrangig Schneiden und Schweißen von Metallen) gebracht. Die Firma Trumpf bietet mittlerweile Scheibenlaser an, die bei einer Leistung von bis zu 16 kW einen elektrischen Wirkungsgrad von ca. 25 % (50 % elektrisch-optische Effizienz der Diodenlaser und 50 % optisch-optische Effizienz der Scheibe) erreichen. Das Strahlparameterprodukt liegt in diesem Fall bei ca. 8 mm mrad.
Vergleiche auch optisch gepumpte Halbleiterlaser (auch Halbleiter-Scheibenlaser genannt).